# Erotylathris costatus
Erotylathris costatus is een keversoort uit de familie knotshoutkevers (Bothrideridae). De wetenschappelijke naam van de soort werd in 1885 gepubliceerd door David Sharp.